# Папа Гргур III
Папа Гргур III (лат. Gregorius Tertius; 28. новембар 741.) је био 90. папа од 18. марта 731. до 28. новембра 741.